# Ват Бенчамабопхіт
Ват Бенчамабопхіт (тай. วัดเบญจมบพิตรดุสิตวนาราม) — буддійський храм у місті Бангкок (Таїланд), також відомий як Мармуро́вий храм. Збудований у 1899—1911 роках на замовлення короля Чулалонгкорна в столичному районі Дусіт. В дослівному перекладі з тайської його назва звучить як «Храм п'ятого короля, розташований неподалік від палацу Дусіт».
Ват Бенчамабопхіт належить до одного з найяскравіших зразків еклектичної архітектури, перебуваючи у статусі пам'ятки архітектури Таїланду і національного музею, водночас залишається діючою культовою спорудою. В ньому зберігається колекція статуй будд, а також поховано прах його засновника — короля Рами V. У Бангкоку Ват Бенчамабопхіт — одна з найпопулярніших туристичних атракцій, його запропоновано внести до Списку Світової спадщини ЮНЕСКО.

## Історія

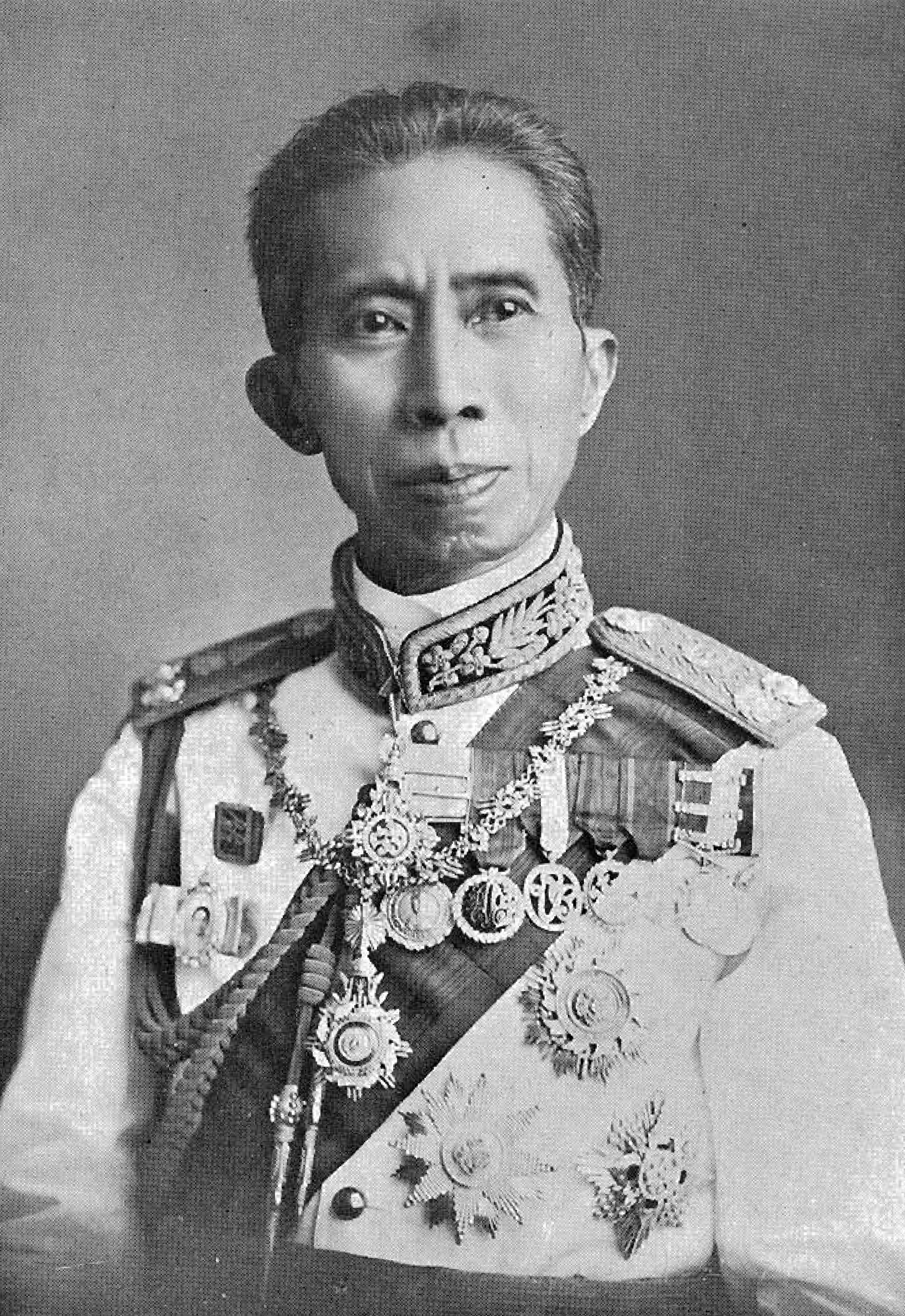
Архітектор храму принц Нарісара Нувватівонг.

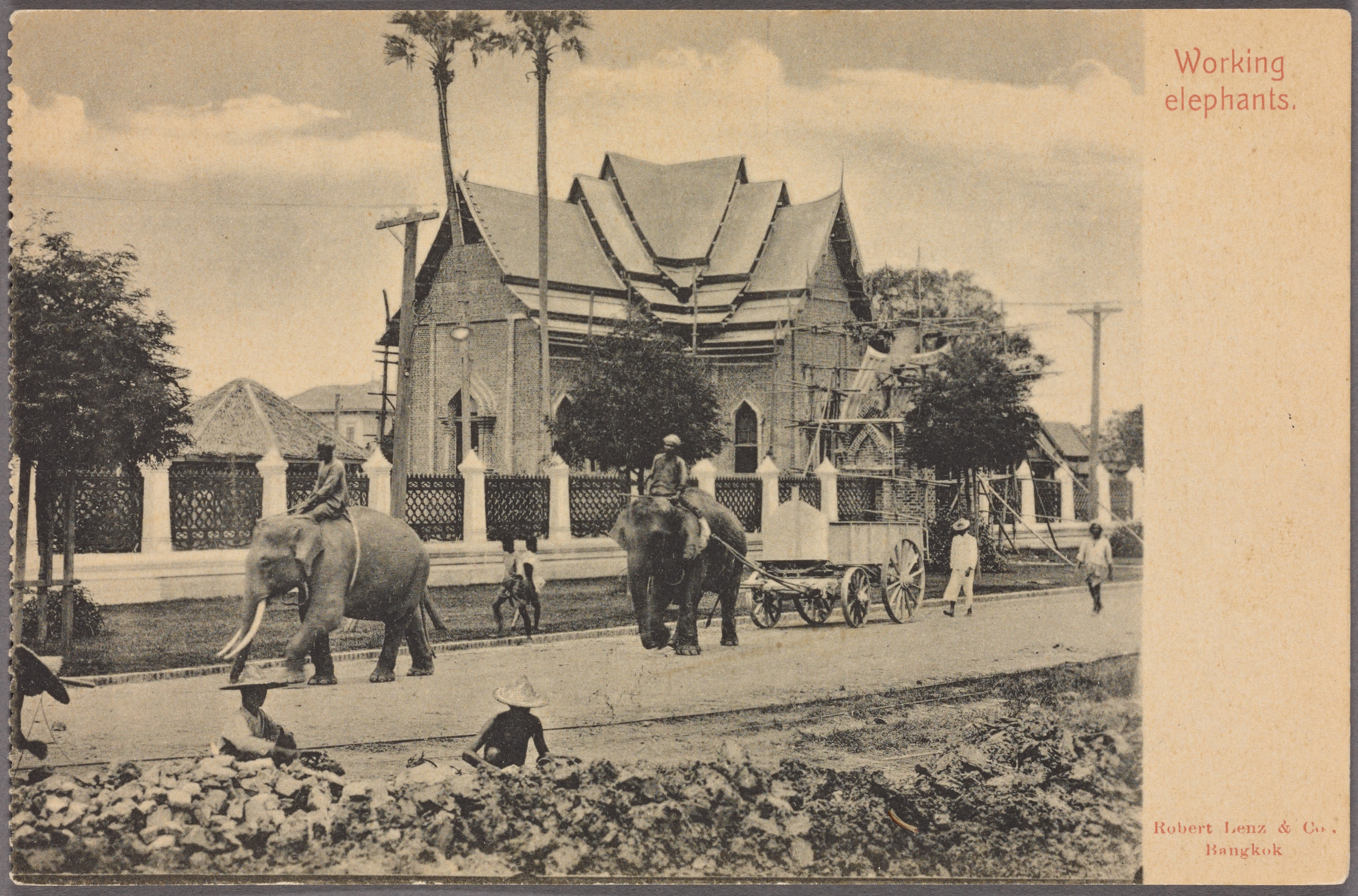
Слони йдуть повз недобудований Ват Бенчамабопхіт (1901 рік).

Король Чулалонгкорн (Рама V) був першим тайським монархом, який відвідав Європу. Європейська культура настільки захопила правителя, що на батьківщині він запровадив ряд нововведень. Одним з таких проєктів стало зведення в столиці буддійського храму, архітектура якого поєднувала тайські традиції з рисами італійського неокласицизму. Архітектор цієї споруди — зведений брат короля, принц Нарісара Нувватівонг, якого називали «великим митцем Сіаму».
За його проєктом у 1899 році розпочали зведення храму неподалік від королівського палацу. Для побудови Ват Бенчамабопхіт з Італії привезли найкращий каррарський мармур. Ним вимостили центральний двір храму, а також вирізьбили з мармуру колони і статуї левів у брамі головної споруди комплексу. Будівництво Ват Бенчамабопхіт завершили в 1911 році вже після смерті монарха-замовника, якого поховали тут же.
1920 року убосот Ват Бенчамабопхіт прикрасила статуя Будди Пхра Буддачинарачі. Вона точна копія Золотого Будди з храму Ват Пхра Сі Раттана Махатхат північнотайландського міста Пхітсанулок. Прах короля Чулалонгкорна поховали під нею. Згодом принц Дамронг Рачанубхаб зібрав колекцію з 52 статуй будд, які розмістили в галереї навколо убосота. Станом на 2021 рік Ват Бенчамабопхіт — національний музей Таїланду, однак буддійські монахи використовують його для проведення традиційних ритуалів, отже, ця споруда водночас діє як храм. Ват Бенчамабопхіт оголошено пам'яткою архітектури Таїланду, 2005 року запропоновано включити його до Списку Світової спадщини ЮНЕСКО.

## Опис

### Екстер'єр
Ват Бенчамабопхіт зберіг свій автентичний вигляд і не зазнав істотних перебудов від моменту свого відкриття. Архітектурний стиль ансамблю можна визначити як еклектичний, тому що храм хоч і має типову для тайських культових будівель форму, але зазнав також впливу італійської неокласичної архітектури. Цей вплив, зокрема, помітний в оформленні головного входу, ґанок якого підпирають чотири прості колони з бічною балюстрадою. Крім того, внутрішній двір храму вимощено мармуровими плитами, завдяки чому він нагадує італійські патіо. Натомість оздоблення вікон і дверей не виходить за рамки місцевих традицій: вони багато прикрашені позолотою і різьбленням. Дах споруди також за тайською традицією зроблено багатоярусним.
Внутрішній двір Ват Бенчамабопхіт
До головної споруди храмового комплексу прилягають бічні споруди, які призначено для проживання ченців. Таким чином внутрішній двір комплексу повністю замкнений. Зовні Ват Бенчамабопхіт оточують газони і низька декоративна огорожа. На територію комплексу ведуть декілька кам'яних і дерев'яних брам, кожна з яких багато оздоблена різьбленням. З одного боку повз храмову огорожу пролягає традиційний для Бангкока канал, через який перекинуто декоративний дерев'яний місток. У дворі Ват Бенчамабопхіт також можна побачити буддійську дзвіницю, пам'ятні знаки на честь принца-архітектора і короля.
Оздоблення храмових ґанків

### Інтер'єр
Головна принада убосота Ват Бенчамабопхіт — велична статуя Будди Пхра Буддачинарачі в оточенні традиційних жертвоприношень і квітів. У стінах цього ритуального приміщення зроблені ніші, прикрашенні зображеннями найвідоміших ступ Таїланду. Самі стіни прикрашені орнаментом, стилізованим під постать Будди, що сидить. Вікна на європейський манір оздоблені вітражами. Убосот також славиться мальовничо розписаною стелею і мозаїчною мармуровою підлогою. Зовні це приміщення оточує відкрита галерея, в якій розміщено 52 статуї будд з мудрами.
Інтер'єр убосота Ват Бенчамабопхіт

## Значення

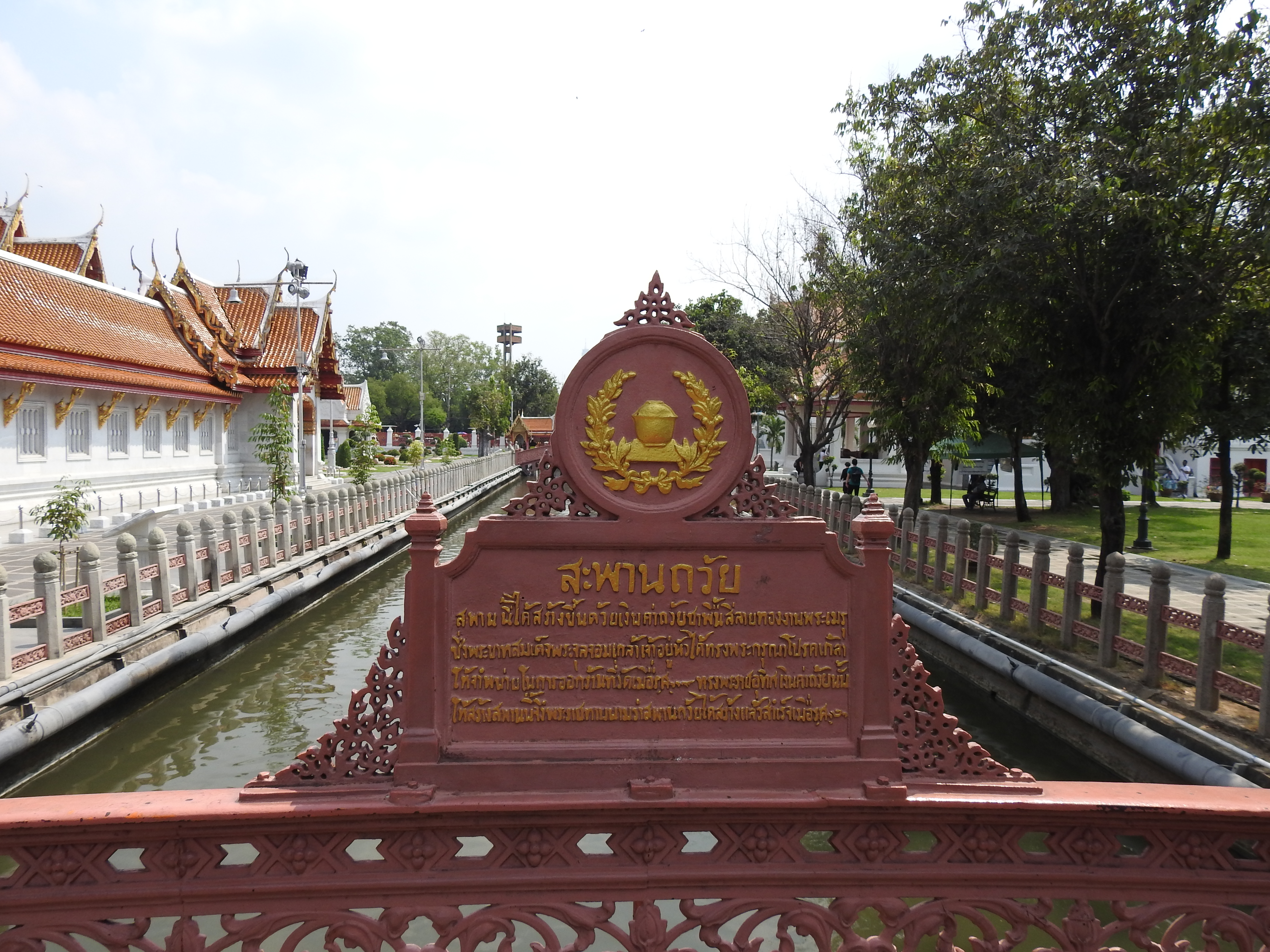
Пам'ятний знак на честь засновника, короля Чулалонгкорна.

Ват Бенчамабопхіт — одна з найвідоміших і найвідвідуваніших туристичних атракцій Бангкока. Щодня тут відбуваються буддійські богослужіння. Згідно з буддійськими традиціями ченці можуть харчуватися лише тією їжею, яку їм пожертвували миряни. Тому вже раннього ранку біля Ват Бенчамабопхіт можна побачити монахів, що сидять із чашами в руках в очікуванні пожертв. Зазвичай відвідувачі кладуть туди повсякденні харчі (рис, карі), квіти лотоса для жертвоприношень, а також пахощі й предмети першої необхідності. Під час буддійських свят Магха Пуджа і Вішакха Пуджа (відповідно, у лютому й травні) навколо храму відбувається вечірня процесія зі свічками.
Завдяки своїй популярності Ват Бенчамабопхіт часто стає принадою у поширеній в Таїланді афері з камінням, коли злочинці чатують на туристів у найбільш відвідуваних місцях і пропонують їм купити за безцінь коштовне каміння, яке виявляється підробкою.
Зображення Ват Бенчамабопхіт можна побачити на тайській монеті в п'ять бат.

## Галерея
Буддійські атрибути і традиції у Ват Бенчамабопхіт
Галерея будд у Ват Бенчамабопхіт
Другорядні деталі екстер'єру
Супутні споруди храмового комплексу